# Ricardo Gareca
Ricardo Alberto Gareca Nardi (phát âm tiếng Tây Ban Nha: [riˈkaɾðo alˈβeɾto ɣaˈɾeka ˈnaɾði]; sinh ngày 10 tháng 2 năm 1958), biệt danh el Tigre và el Flaco ("Mãnh hổ" và "Mềm mại"), là một huấn luyện viên và cựu cầu thủ bóng đá người Argentina. Ông hiện đang là huấn luyện viên đội tuyển bóng đá quốc gia Chile.
Ông đã từng là thành viên của bốn câu lạc bộ nổi tiếng nhất Argentina (Boca Juniors, River Plate, Vélez Sársfield và Independiente) và đã từng có khoảng thời gian thăng hoa ở Colombia với América de Cali với ba lần á quân Copa Libertadores và hai lần vô địch quốc nội. Ông theo nghiệp huấn luyện từ năm 1996, và đã cùng vô địch quốc nội ở Peru với CLB Universitario de Deportes và ba lần ở Argentina với Velez, cùng với Cúp CONMEBOL với Talleres de Córdoba.

## Sự nghiệp ban đầu

### Câu lạc bộ
Sinh ra ở Tapiales, ông bắt đầu sự nghiệp với câu lạc bộ yêu thích Boca Juniors năm 1978 khi ông chỉ là một cầu thủ trẻ, ra sân có 16 lần. Ông thi đấu cho Sarmiento theo dạng cho mượn vào năm 1981, và cũng về CLB chủ quản sau một mùa. Ông trở nên nổi bật với vai trò là đồng đội của Diego Maradona, ghi được tám bàn thắng.
Tuy nhiên ông đã trở thành kẻ thù của không ít cổ động viên Boca do ông quyết định chuyển sang River Plate, kẻ thù không đội trời chung của Boca, năm 1985. Sự nghiệp của Gareca với River là khá lận đận và ít được tin dùng, khiến ông bị phế sang Colombia để thi đấu cho América de Cali. Chính khoảng thời gian ở Colombia chứng kiến những ngày tháng thăng hoa song cũng thiếu may mắn của Gareca, khi ông cùng CLB vô địch quốc nội hai lần nhưng lại có tới ba lần lỡ hẹn với ngôi vương Copa Libertadores từ năm 1985 tới 1987. Ông cũng tạo dựng mối quan hệ với Andrés Escobar.
Sau những ngày tháng thăng hoa nhưng kém may ở Colombia, Gareca tới phụng sự cho Vélez Sársfield từ 1989 tới 1992 và sau đó lại tới chơi cho Independiente từ 1993 tới 1994, khiến ông là một trong số những cầu thủ đã thi đấu cho cả bốn câu lạc bộ thành công nhất Argentina. Tuy vậy, đó cũng là mùa thi đấu cuối cùng của ông và ông dành danh hiệu quốc nội đầu tiên của mình, 1994 Clausura.

### Đội tuyển
Năm 1981, trong trận đấu với Ba Lan, Gareca chính thức ra mắt đội tuyển quốc gia, và thi đấu liên tục từ năm 1981 tới 1986. Ông ghi dấu ấn với năm bàn thắng, và được chọn vào tuyển Argentina tại Cúp bóng đá Nam Mỹ 1983. Oái oăm thay, một trong số những bàn thắng ông ghi được lại bao gồm một pha ghi bàn vào lưới của chính Peru vào năm 1985 khiến cho Peru bị loại khỏi Giải vô địch bóng đá thế giới 1986 và làm Peru phải chịu cảnh khát World Cup suốt 36 năm. Chính vì lẽ đó, nhiều cổ động viên Peru đã thể hiện sự căm ghét với ông cho tới khi Peru giành giải ba Cúp bóng đá Nam Mỹ 2015.

## Sự nghiệp huấn luyện
Sau khi giã từ sự nghiệp thi đấu, sự nghiệp dẫn dắt của ông bắt đầu ở Talleres năm 1996 và sau đó sang Independiente năm 1997, nhưng không thành công và phải trở lại Talleres. Chính quãng thời gian đó chứng kiến ông giúp Talleres thăng hạng lên Primera División, giải đấu vô địch quốc gia cấp cao nhất của Argentina, và vô địch Cúp CONMEBOL năm 1999, chấm dứt sự thống trị của các câu lạc bộ từ Buenos Aires and Santa Fe. Năm 2000, ông sang Colón de Santa Fe nhưng không thành công và sau đó liên tục phải chuyển câu lạc bộ. Trong khoảng thời gian chật vật đó, ông có giúp Argentinos Juniors đến trận tranh thăng hạng của giải hạng hai đối đầu với chính câu lạc bộ của ông Quilmes Atlético Club, nhưng thất bại.
Năm 2007, ông đến Peru và giúp Club Universitario de Deportes vô địch quốc nội thành công. Nhưng sự nghiệp của ông chỉ bùng nổ ở Club Atlético Vélez Sarsfield khi ông khiến đội bóng này vô địch Clausura năm 2010. Mùa năm 2011 còn thành công hơn cả khi đội bóng này về nhì tại giải quốc nội và năm 2012 thì họ vô địch toàn quốc (Inicial). Ông rời đội bóng năm 2013.
Năm 2014, ông được Sociedade Esportiva Palmeiras thuê dẫn dắt nhưng chỉ ở được vài tháng trước khi bị sa thải. Sau đó, ông mất bóng một năm trước khi một sự nghiệp mới tới với ông.

### Peru
Vào năm 2014, liên đoàn bóng đá Peru quyết định chấm dứt hợp đồng với Pablo Bengoechea với tư cách HLV tuyển Peru. Trước đó, Sergio Markarián cũng đã phải từ chức do không thể giúp Peru giải hạn Giải vô địch bóng đá thế giới, đội tuyển nước này đã lỡ World Cup trong suốt 32 năm. Ricardo Gareca vốn dĩ không phải là lựa chọn ban đầu của liên đoàn do ông bị thù ghét vì bàn thắng đã khiến Peru bị loại khỏi World Cup 1986 có dấu chân của ông. Nhiều cổ động viên Peru cũng không có ý định nhắm tới ông. Bản thân nền bóng đá nước này cũng đã bị rúng động vì nạn tham nhũng, vấn nạn vô kỷ luật của cầu thủ và rửa tiền, bao gồm cả chủ tịch trước đó của FPF, Manuel Burga. Nhà kinh doanh Edwin Oviedo, lên nắm FPF từ năm 2015, bấy giờ cũng bị nghi ngờ vì không có kiến thức bóng đá. Do tình trạng rối loạn trong nền bóng đá Peru bấy giờ, niềm tin của cổ động viên Peru đã giảm sút.
Trong bối cảnh đó, Oviedo chọn nước cờ mạo hiểm khi bổ nhiệm chính Ricardo Gareca, người đang thất nghiệp một năm. Ông Gareca cũng đã nộp đơn ứng cử và được FPF chính thức bổ nhiệm vào ngày 3 tháng 3 năm 2015. Với tư cách HLV của Peru, ông gặp phải rất nhiều áp lực do công luận phản đối và sự nghi ngờ vì ông đã từng hại đội tuyển Peru năm 1985. Trận đấu đầu tiên của Peru dưới thời Gareca, gặp Venezuela, kết thúc thua 0-1, càng khiến áp lực gia tăng cho ông.

#### Cúp Nam Mỹ 2015
Giải đấu lớn đầu tiên, Cúp bóng đá Nam Mỹ 2015, là giải đấu lớn đầu tiên của ông với một đội tuyển quốc gia. Vòng bảng của Peru bao gồm Brasil, Colombia và Venezuela. Brasil, tuy vừa trải qua một kỳ World Cup ác mộng trên sân nhà, vẫn được cho là quá sức với một đội tuyển vô kỷ luật như Peru. Tuy nhiên, Peru gây ấn tượng mạnh khi dẫn trước, dẫu rằng vẫn phải kết thúc thua trận 1-2. Sau đó, Peru ghi điểm với chiến thắng 1-0 trước Venezuela trước khi xuất sắc giam chân Colombia 0-0, giúp Peru đi tiếp ở vị trí nhì bảng do ghi nhiều hơn một bàn thắng. Trước đối thủ yếu hơn Bolivia ở tứ kết, Peru đè bẹp Bolivia 3-1 để vào bán kết, tái hiện thành tích của năm 2011. Tuy nhiên, Peru thua 1-2 trước chủ nhà Chile và chỉ đoạt huy chương đồng với chiến thắng an ủi 2-0 trước Paraguay. Chile sau đó lên ngôi vô địch tại giải. Tuy vậy, Gareca cũng nhận được sự tán dương do đã giúp một đội tuyển vô kỷ luật, rệu rã tinh thần và bất ổn như Peru bấy giờ đoạt giải ba.

#### Cúp Nam Mỹ 2016
Tại Cúp bóng đá toàn châu Mỹ 2016, Peru tái ngộ với Brasil, cùng với Ecuador và Haiti. Đội tuyển Peru gây được ấn tượng lớn bằng việc đánh bại Haiti 1-0, hòa Ecuador 2-2 và đặc biệt là chiến thắng 1-0 trước Brasil, trực tiếp loại chính Brasil khỏi giải. Chính kỳ tích lịch sử loại Brasil đã đánh bóng tên tuổi Gareca. Tuy nhiên, Gareca đã phải chứng kiến Peru của ông bị loại bởi Colombia trong loạt luân lưu ở tứ kết 2-4 sau khi hòa nhau 0-0 trong lần thứ hai liên tiếp tại giải đấu.

#### Vòng loại World Cup 2018
Chính thành công lớn nhất trong sự nghiệp của ông bắt đầu tại vòng loại Giải vô địch bóng đá thế giới 2018 khu vực Nam Mỹ. Peru có sáu trận đấu đầu tiên ít thành công, thua 0-2 tại Colombia, 3-4 trên quê nhà trước Chile, 0-3 trước Brasil, 0-1 trước Uruguay và trận thắng 1-0 hiếm hoi trước Paraguay. Sau trận thua 0-2 trước Bolivia trên đất khách, Gareca đối diện với sa thải cho tới khi FIFA xử thắng cho Peru sau khi phát hiện Bolivia sử dụng cầu thủ đang thụ án phạt. Sau đó, Peru đã có màn lột xác ngoạn mục, cầm hòa Argentina tới hai lần, đánh bại Uruguay, Bolivia, Ecuador và chỉ thua Brasil và Chile. Trận đấu cuối cùng của Peru, khi họ hòa Colombia 1-1 trên sân nhà, cùng với việc Chile thua 0-3 trước Brasil, giúp cho Peru vào thẳng play-off liên lục địa, nơi Peru kết thúc với chiến thắng lịch sử 2-0 trước New Zealand sau hai lượt trận và quay trở về ngày hội bóng đá lớn nhất thế giới sau 36 năm vắng bóng, được mô tả là khó tin khi chính Gareca đã khiến Peru bị loại 36 năm trước. Qua đó, ông trở thành HLV được yêu mến nhất Peru kể từ thời Didi.

#### World Cup 2018
Tại Giải vô địch bóng đá thế giới 2018, Peru chung bảng với Đan Mạch, Úc và Pháp. Peru, dưới tài cầm quân của Gareca, đã thi đấu ấn tượng nhưng lại không đủ may mắn để vượt qua vòng bảng, khi thua Đan Mạch và Pháp 0-1 trước khi có chiến thắng an ủi 2-0 trước Úc để chia tay giải đấu.

#### Cúp Nam Mỹ 2019
Cúp bóng đá Nam Mỹ 2019 chứng kiến một mùa Copa America thành công ngoài mong đợi của Peru. Chung bảng với chủ nhà Brasil, Bolivia và Venezuela, Peru có khởi màn nhạt nhòa khi chia điểm 0-0 trước Venezuela trước khi hạ bệ Bolivia 3-1. Trận thua 0-5 tan tác trước Brasil suýt làm mộng của Peru tan biến nhưng nhờ có may mắn bất ngờ từ Paraguay và Ecuador, Peru mới đi tiếp, và Peru tạo nên cú sốc lớn nhất từ đầu giải, hạ bệ Uruguay sau loạt penalty 5-4 ở tứ kết, trước khi vùi dập Chile 3-0 ở bán kết để đến chung kết giải đấu sau 44 năm, và được mô tả là "kỳ tích" ở Peru. Tuy nhiên, Peru lại thua Brasil 1-3 và chấp nhận vị trí á quân.
Qua những chiến tích kỳ diệu đó, ông là HLV nhận được tín nhiệm cao nhất ở Peru trong thế kỷ 21 vì những ký tích đạt được. Thậm chí, ông được xếp cao hơn hẳn cả Tổng thống Peru, Martín Vizcarra, trong thăm dò dân cử.

## Đời tư
Ông đã lập gia đình và là một tín đồ Công giáo La Mã ngoan đạo, đã từng đến cầu nguyện để giúp tuyển Peru trong mọi khó khăn.

## Thành tích

### Cầu thủ
América de Cali
- Fútbol Profesional Colombiano: 1985, 1986

Independiente
- Argentine Primera División: Clausura 1994
- Supercopa Sudamericana: Supercopa 1994

### Huấn luyện viên
Talleres
- Primera B Nacional: 1997–98
- Copa Conmebol: 1999

Universitario de Deportes
- Peruvian Primera División: 2008 Apertura

Vélez Sarsfield
- Argentine Primera División: 2009 Clausura, 2011 Clausura, 2012 Inicial